# Вестоверлединген
Вестоверлединген (њем. Westoverledingen) општина је у њемачкој савезној држави Доња Саксонија. Једно је од 19 општинских средишта округа Лер. Према процјени из 2010. у општини је живјело 19.936 становника. Посједује регионалну шифру (AGS) 3457022.

## Географски и демографски подаци
Вестоверлединген се налази у савезној држави Доња Саксонија у округу Лер. Општина се налази на надморској висини од 4 метра. Површина општине износи 112,1 km². У самом мјесту је, према процјени из 2010. године, живјело 19.936 становника. Просјечна густина становништва износи 178 становника/km².

## Међународна сарадња
| Мјесто     | Држава    | Врста сарадње | Од    |
| ---------- | --------- | ------------- | ----- |
| Влагтведе  | Холандија | контакт       | 2000. |
| Опстерланд | Холандија | контакт       | 2000. |
| Ујпетре    | Мађарска  | контакт       | 2000. |
| Извор      |           |               |       |